# Крумхерн
Крумхерн (њем. Krummhörn) општина је у њемачкој савезној држави Доња Саксонија. Једно је од 24 општинска средишта округа Аурих. Према процјени из 2010. у општини је живјело 12.779 становника. Посједује регионалну шифру (AGS) 3452014.

## Географски и демографски подаци
Крумхерн се налази у савезној држави Доња Саксонија у округу Аурих. Општина се налази на надморској висини од 0 метара. Површина општине износи 159,2 km². У самом мјесту је, према процјени из 2010. године, живјело 12.779 становника. Просјечна густина становништва износи 80 становника/km².

## Међународна сарадња
| Мјесто   | Држава    | Врста сарадње | Од    |
| -------- | --------- | ------------- | ----- |
| Делфзијл | Холандија | партнерство   | 1981. |
| Извор    |           |               |       |